# Boettcheria peruviana
Boettcheria peruviana är en tvåvingeart som beskrevs av Guilherme A.M.Lopes 1950. Boettcheria peruviana ingår i släktet Boettcheria och familjen köttflugor.
Artens utbredningsområde är Peru. Inga underarter finns listade i Catalogue of Life.